# 格隆河
48°25′59″N 11°36′14″E / 48.43306°N 11.60389°E

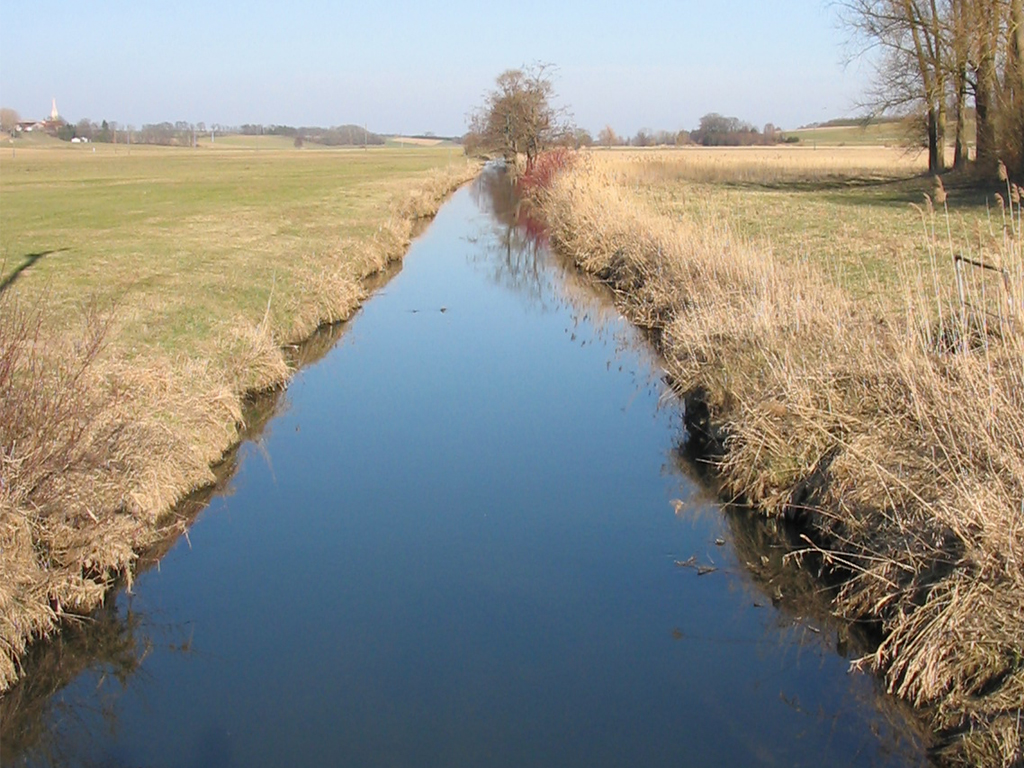
格隆河奥德尔茨豪森段

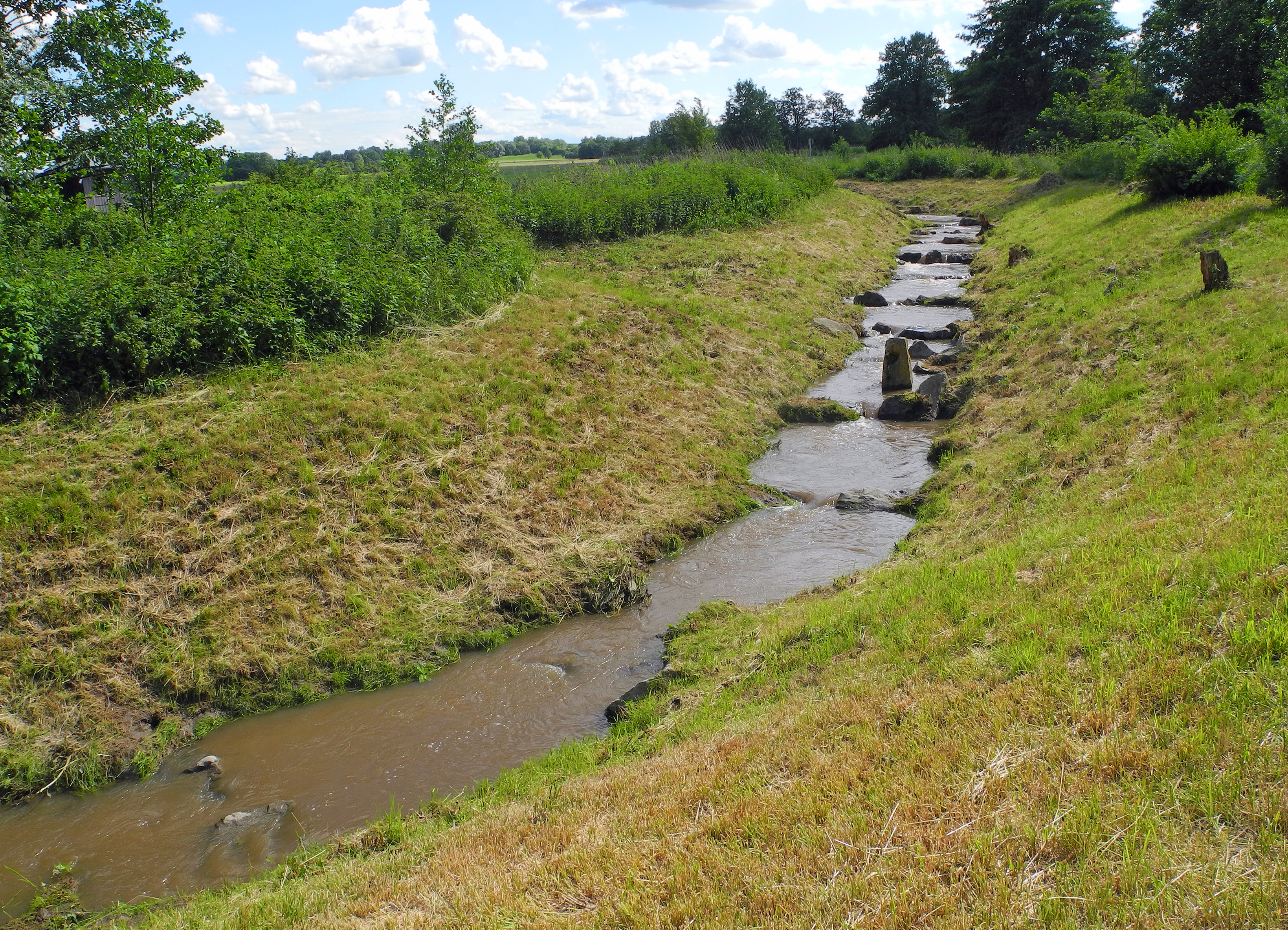
格隆河彼得斯豪森段，採魚梯設計

格隆河（德語：Glonn），是德國的河流，位於該國東南部，由巴伐利亞負責管轄，屬於安珀河的左支流，河道全長51.7公里，流域面積405平方公里，發源自米特爾施泰滕東南部。